# PLC (інтерфейси передачі даних)
PLC (англ. Power Line Communication) — відносно нова телекомунікаційна технологія категорії «остання миля». Так званий «Інтернет з розетки», що базується на використанні внутрішньо-будинкових і внутрішньо-квартирних електромереж для високошвидкісного інформаційного обміну.
У цій технології, заснованої на частотному поділі сигналу, високошвидкісний потік даних розбивається на декілька низько-швидкісних, кожен з яких передається на окремій частоті з подальшим їх об'єднанням в один сигнал.
При цьому PLC-пристрої можуть «бачити» і декодувати інформацію, хоча звичайні електричні пристрої — лампи розжарювання, двигуни і т. п. — навіть «не здогадуються» про присутність сигналів мережевого трафіку і працюють у звичайному режимі.
У наш час технологія широко використовується як в Україні, так і в Європі та Америці.

## Технічні основи технології PLC
Основою технології PowerLine є використання частотного поділу сигналу, при якому високошвидкісний потік даних розбирається на декілька відносно низько-швидкісних потоків, кожен з яких передається на окремій частоті з подальшим їх об'єднанням в один сигнал. Реально в технології PowerLine використовуються 84 частоти в діапазоні 4-21 Мгц.
PLC включає:
- BPL (англ. Broadband over Power Lines) — широкосмугову передачу через лінії електропередачі, яка забезпечує передачу даних зі швидкістю більше 1 Мбіт/c, і
- NPL (англ. Narrowband over Power Lines) — вузькосмугову передачу через лінії електропередачі з набагато меншими швидкостями передачі даних.

При передачі сигналів по побутовій електромережі можуть виникати великі загасання в передавальній функції на певних частотах, що може призвести до втрати даних. У технології PowerLine передбачений спеціальний метод розв'язання цієї проблеми — динамічне включення та вимкнення передачі сигналу (англ. dynamically turning off and on data-carrying signals). Суть даного методу полягає в тому, що пристрій здійснює постійний моніторинг каналу передачі з метою виявлення ділянки спектру з перевищенням певного порогового значення загасання. У разі виявлення даного факту, використання цих частот на час припиняється до відновлення нормального значення загасання.
Існує також проблема виникнення імпульсних перешкод (до 1 мікросекунди), джерелами яких можуть бути галогенні лампи, а також включення і виключення потужних побутових електроприладів, обладнаних електричними двигунами.
PDSL — технологія сімейства xDSL, що забезпечує симетричну передачу даних зі швидкістю до 2Мбіт/с силовими кабелями (4-20 кВ) одночасно з постачанням електроенергії. Пристрої для підключення обладнання PDSL до високовольтних ліній встановлюють у трансформаторних шафах.

## Переваги
- Не потрібно прокладати кабель, укладати його в короби, свердлити стіни й опорні конструкції
- Простота використання
- Швидкість монтування

У порівнянні з Wi-Fi:
- Не потребує встановлювання
- Стабільніший зв'язок
- Більша безпека інформації
- Підходить для передавання Multicast-трафіку, наприклад, IPTV
- На якість зв'язку не впливає матеріал і товщина стін у квартирі
- В Україні не потрібно реєструвати обладнання

## Недоліки
- Порушення прийому радіосигналу в приміщеннях, де працюють PLC-модеми, особливо на середніх та коротких хвилях, але на дуже невеликій відстані близько 3—5 метрів від модему.
- Пропускна здатність мережі по електропроводці ділиться між усіма його учасниками. Наприклад, якщо в одній Powerline-мережі дві пари адаптерів активно обмінюються інформацією, то швидкість обміну для кожної пари буде складати приблизно по 50% від загальної пропускної здатності.
- На стабільність і швидкість роботи PLC впливає якість виконання електропроводки, наявність стиків з різних матеріалів (наприклад, мідного і алюмінієвого провідника), а також просто кількість з'єднань провідника.
- Не працює через мережеві фільтри і джерела безперебійного живлення, якщо вони не обладнані спеціальними розетками «PLC READY».
- На якість зв'язку можуть негативно впливати дешеві енергозберігаючі лампи, тиристорні диммери, імпульсні блоки живлення та зарядні пристрої, особливо в разі їх підключення безпосередньо біля PLC-модему.

## Альянс виробників
Кілька великих лідерів на ринку телекомунікацій об'єдналися в альянси, один з яких отримав назву HomePlug Powerline Alliance, а інший Universal Powerline Association (UPA) з метою спільного проведення наукових досліджень і практичних випробувань, а також прийняття єдиного стандарту передачі даних електромережами. Прототипом PowerLine є технологія PowerPacket фірми Intellon, покладена в основу створення єдиного стандарту HomePlug1.0 specification (прийнятий альянсом HomePlug 26 червня 2001), яким передбачена швидкість передачі даних до 14 Мбіт/с.

## Застосування PLC технології

### Підключення до Інтернет
Сьогодні більшість кінцевих підключень здійснюється за допомогою прокладки кабелю від високошвидкісної лінії до квартири або офісу користувача. Але коли в силу ряду причин прокладка кабелю вкрай небажана або навіть неможлива, то можна використовувати вже наявну в кожному будинку систему силових електричних комунікацій.

### Малий офіс (SOHO)
PowerLine технологія може бути використана при створенні локальної мережі в невеликих офісах до 10 комп'ютерів, де основними вимогами до мережі є простота реалізації, мобільність пристроїв і легка розширюваність. При цьому як вся офісна мережа, так і окремі її сегменти можуть бути побудовані за допомогою PowerLine адаптерів.

### Домашні комунікації
PowerLine технологія відкриває нові можливості при реалізації ідеї «Розумного будинку», де вся побутова електроніка була б зав'язана в єдину інформаційну мережу з можливістю централізованого керування. Електрична мережа — готове середовище передачі управляючих сигналів між побутовими приладами, що працюють в мережах напругою 220 і 380 В.

### Промислова і домашня автоматизація
Вузькосмуговий доступ може використовуватися в АСКОЕ та АСУТП (SCADA), СКУД. Наприклад, для автоматизованого збору даних з лічильників електричної енергії.
Деякі з моделей електронних електролічильників українського виробництва марки «ТелеТек» і NIK мають функцію передачі даних про зібрану ними інформацію за допомогою технології PLC.

### Передача радіопрограм
PLC використовувалася для передачі радіо-програм по лінії електромережі. Такі пристрої були в експлуатації в Німеччині, де він називався Drahtfunk, і в Швейцарії, де він називається Telefonrundspruch, і використовує телефонні лінії. В СРСР, PLC була поширена на мовлення з 1930-х через його низьку вартість і доступність. У Норвегії випромінювання систем PLC від ЛЕП іноді використовується для радіо. Ці об'єкти були названі Linjesender. У всіх випадках, для радіо-програм використовувалися спеціальні трансформатори на лінії. Для запобігання неконтрольованого розповсюдження, фільтри для несучих частот систем PLC були встановлені на підстанціях і відгалуженнях.
Приклад програми, здійснювані на «проводовому мовленні» у Швейцарії:
- 175 кГц швейцарське Міжнародне радіо
- 208 кГц RSR1 «ла-прем'єра» (французька мова)
- 241 кГц «класична музика»
- 274 кГц RSI 1 «сплетіння UNO» (італійська)
- 307 кГц DRS 1 (нім.)
- 340 кГц «легка музика»